# Vykintas
Vykintas (? – kb. 1253), Szamogitia fejedelme, Mindaugas litván fejedelem riválisa.

## Élete
1236-ban a szamogit seregeket vezette a saulei csatában, ahol a Kardtestvérek rendje olyan súlyos vereséget szenvedett, hogy kénytelen volt szövetségre lépni a Német Lovagrenddel, és Livóniai Lovagrend lett a nevük. Mindaugas 1248-ban Szmolenszkbe küldte hadakozni Vykintast, és unokaöccseit, Tauvilast és Edivydast. Mindhárman élve jöttek vissza, ezért Mindaugas területeiket próbálta elfoglalni. Válaszul Vykintasék nagyszámú szamogit hadsereget állítottak fel, amelyhez Dániel halicsi fejedelem, és a Livóniai Lovagrend, a Német Lovagrend livóniai ága is csatlakozott. A halicsi fejedelem elvette Navahrudakot és környékét Vaišelgától, Mindaugas fiától.
1250-ben a Livóniai Lovagrend megtámadta a Polocki Fejedelemséget, de Mindaugasnak sikerült elnyernie a rend nagymesterének, Andreas von Stierlandnak a támogatását. Mindaugas megkeresztelkedett, és területeket adományozott a lovagrendnek Litvánia nyugati részén. 1252-ben Vykintas és Tautvilas maradék szövetségeseikkel megtámadták Mindaugast Vorutában, a nagyfejedelemség ma már ismeretlen első központjában. Vereséget szenvedtek, és visszahúzódtak a szamogitiai Tverai várába. Vykintas 1253-ban meghalt. Tautvilas sógorához menekült a Halics–Volhíniai Fejedelemségbe, Mindaugast pedig Litvánia királyává koronázták.

## Fordítás
- Ez a szócikk részben vagy egészben  a   Vykintas című német Wikipédia-szócikk ezen változatának fordításán alapul.  Az eredeti cikk szerkesztőit annak laptörténete sorolja fel. Ez a jelzés csupán a megfogalmazás eredetét és a szerzői jogokat jelzi, nem szolgál a cikkben szereplő információk forrásmegjelöléseként.